# Maybach

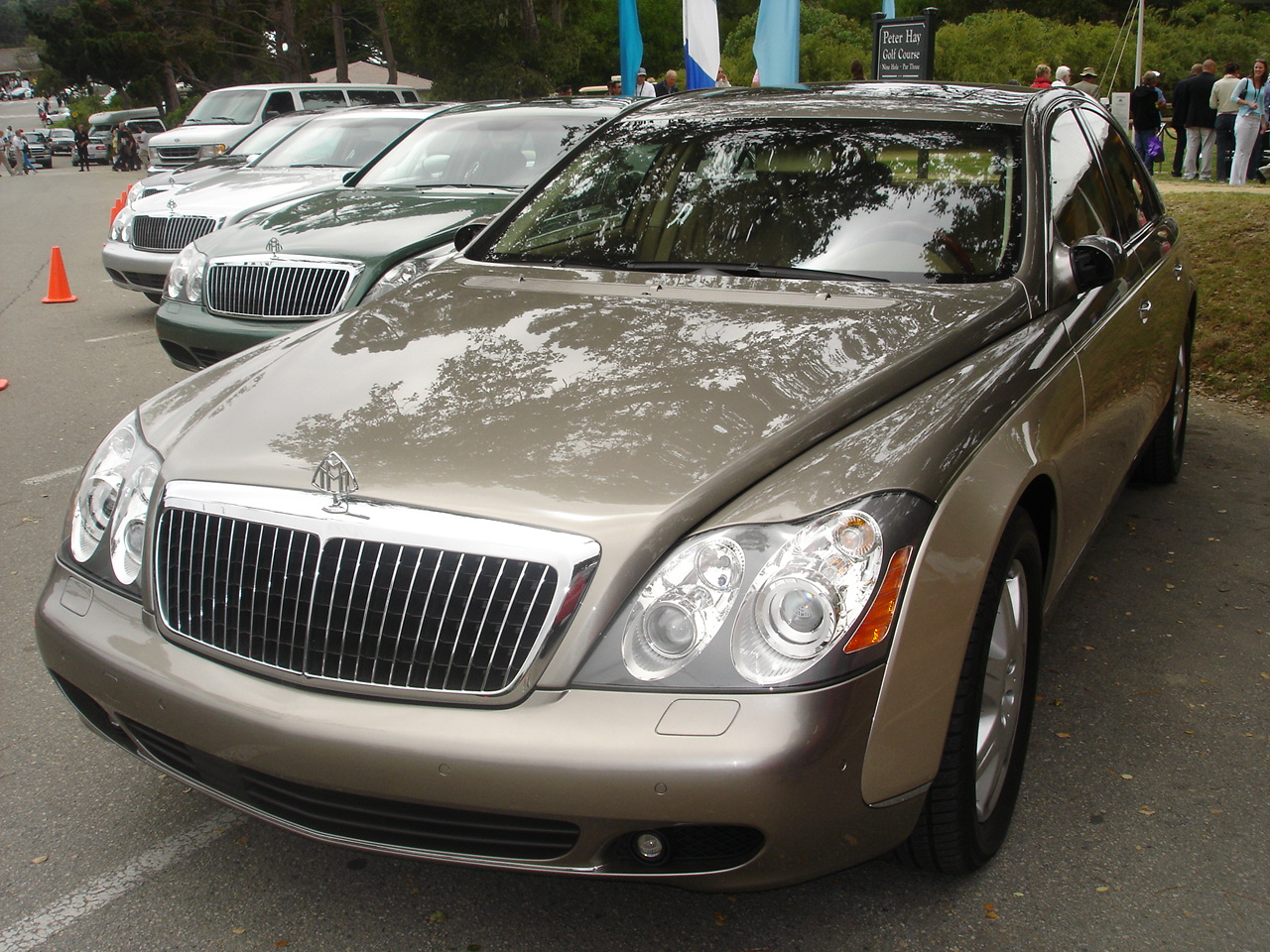
Maybach 57.

Maybach startade som ett pionjärsbolag inom bilindustrin som gått från att tillverka bilar och motorer fram till slutet av andra världskriget till att nu ingå som en del i Daimlerkoncernen. Koncernen använder varumärket för att marknadsföra sina mest exklusiva bilar.

## Historia

### Grundandet
Maybach skapades av Wilhelm Maybach som precis som Carl Benz och Gottlieb Daimler tillhörde bilindustrins pionjärer i Tyskland. Maybach arbetade tillsammans med Gottlieb Daimler och låg bakom flera av företagets modeller och motorer. Maybach var bl.a. med vid utvecklingen av företagets första historiska bil. Det finns alltså gamla band mellan Maybach och Mercedes-Benz som legat i grunden för dagens utveckling av märket.

### Maybach-Motorenbau GmbH[5]
År 1909 valde Wilhelm att starta Maybach-Motorenbau GmbH för att tillverka flygmotorer tillsammans med Ferdinand Graf von Zeppelin. Maybach flyttade senare produktionen till Friedrichshafen där tillverkningen av lyxbilar startade. Han startade tillverkningen tillsammans med sin son Karl Maybach. Fram till andra världskriget var Maybach ett prestigemärke i samma klass som Mercedes-Benz. Få av bilarna från denna tid finns bevarande. En av orsakerna är att en stor del av dem användes i kriget och helt enkelt gick åt när de gick skytteltrafik mellan krigsskådeplatser. Under andra världskriget byggde företaget huvudsakligen motorer till stridsvagnar, så som Tiger I, Tiger II och Panther, samt marinmotorer. Biltillverkningen upphörde helt efter kriget och man koncentrerade sig på tillverkningen av dieselmotorer för industribruk, främst lok och båtar. En del av Sveriges kärnkraftverk har Maybach industrimotorer som nödaggregat för sin elförsörjning. Bolaget köptes upp av Daimler-Benz 1960. Under 1966 slogs bolaget ihop med Daimler-Benz tillverkning av tunga dieslar, 1969 bytte det nya bolaget namn till MTU.

## Maybach i modern tid
Mercedes-Benz hade länge tankar om att återuppliva märket Maybach och bolaget Maybach-Manufaktur. I och med lanseringen av Maybach 57 2002 hade man tagit Maybach tillbaka till strålkastarljuset. Stora lanseringar ägde rum runt hela världen där lyxbilsköparna skulle upptäcka det nygamla märket. Den mest spektakulära var i New York dit den skeppades med Queen Elisabeth II och sen lyftes i land med helikopter, till själva lanseringslokalen tog den sig med egen motor.
Maybach gjorde också att Mercedes-Benz valde att lägga ner tillverkningen av den specialtillverkade förlängda versionen av Mercedes-Benz S-klass (600 Pullman).
Märkets framtida existens ifrågasattes 2008 av ägaren Daimlers VD, Dr. Dieter Zetsche

## Dagens bilprogram
- Maybach 57 (2002-)
- Maybach 62 (2004-)
- Maybach 57S
- Maybach 62S

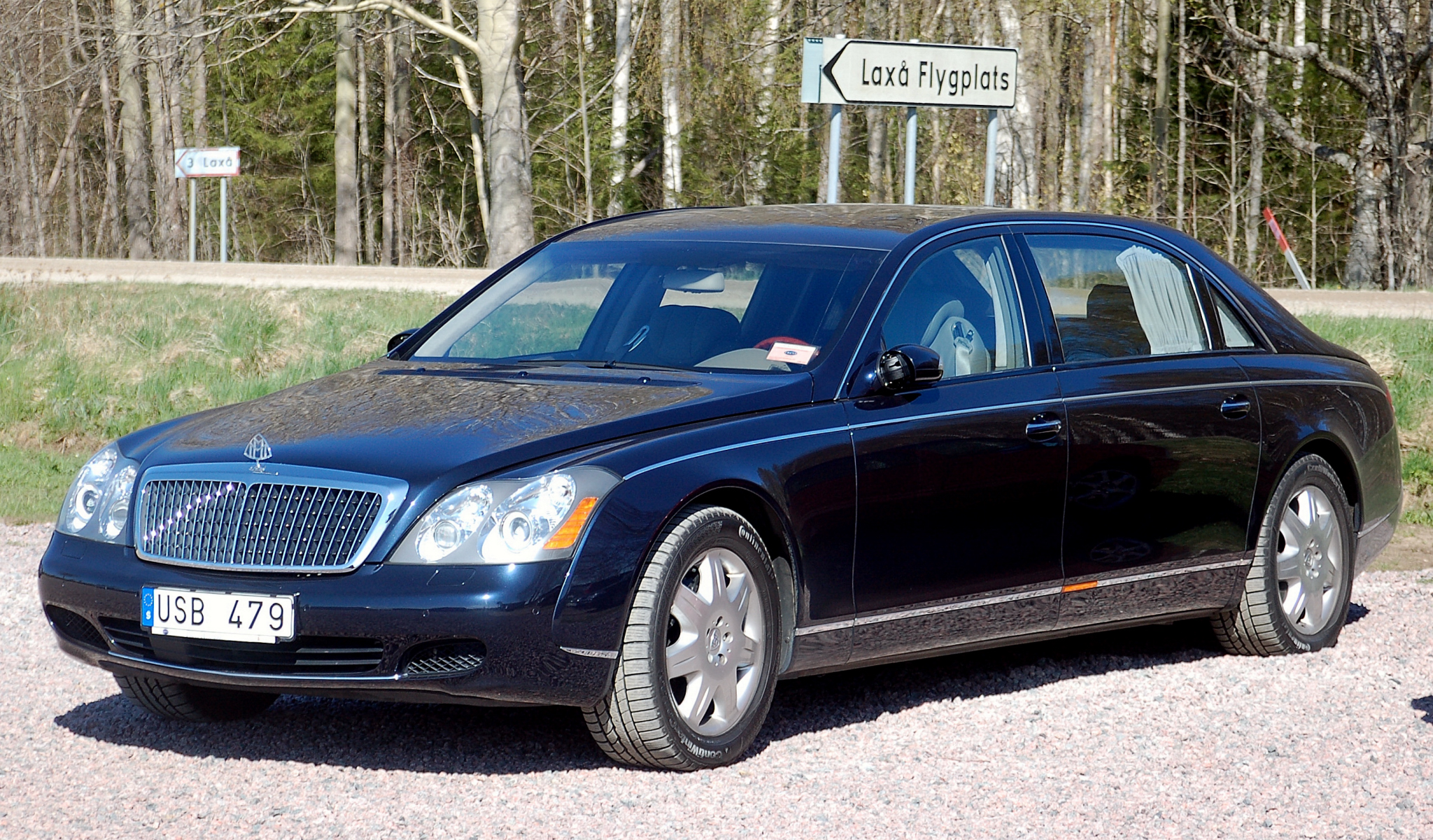
Maybach 62, 2004

- Maybach Landaulet (Limousine-Cabriolet)
- Maybach Zeppelin (Limited Edition, tillverkas i 100 exemplar)

## Historiska bilmodeller[7]

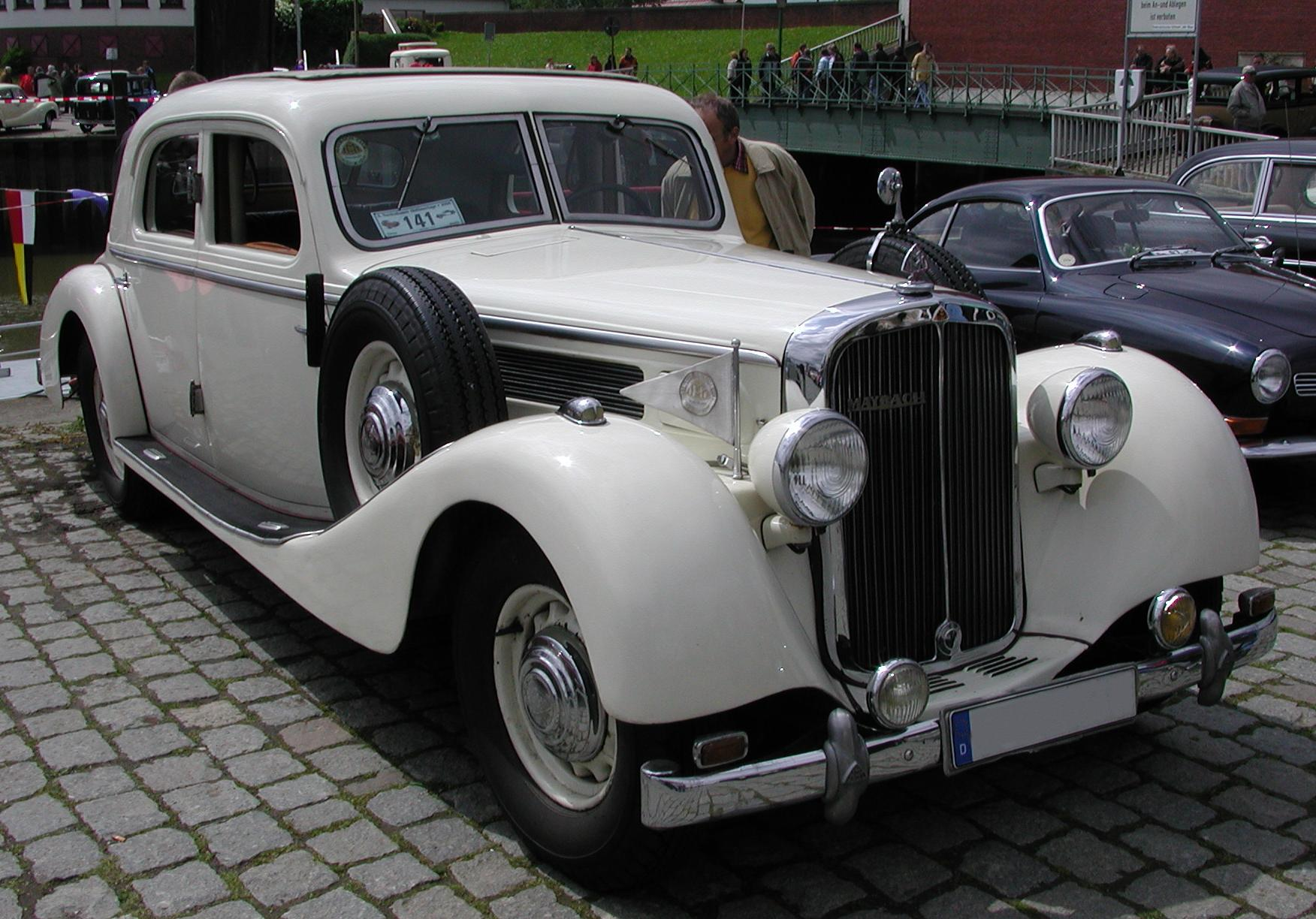
Maybach SW 42, 1939

- 1919 Maybach W1: Testbil baserad på chassi från Mercedes
- 1921 Maybach W3: Första Maybach, visades på Berlin Motor Show. Hade en 71hk rak sexa på 5,7l.
- 1926 Maybach W5: 7L rak sexa på 122hk
- 1929 Maybach 12: V12 föregångare till DS7/8
- 1930 Maybach DSH: Doppel-Sechs-Halbe 1930-37
- 1930 Maybach Zeppelin DS7: 7L V12, 152hk
- 1931 Maybach W6: Samma motor som W5, längre axelavstånd. 1931-33
- 1931 Maybach Zeppelin DS8: 8L V12, 203hk
- 1934 Maybach W6 DSG
- 1935 Maybach SW35: 3,5l 142hk
- 1936 Maybach SW38: 3,8l 142hk
- 1939 Maybach SW42: 4,2l 142hk
- 1945 Maybach JW61: 3,8l 147hk

Cirka 1800 st Maybach byggdes före andra världskriget.

## Historiska motorer

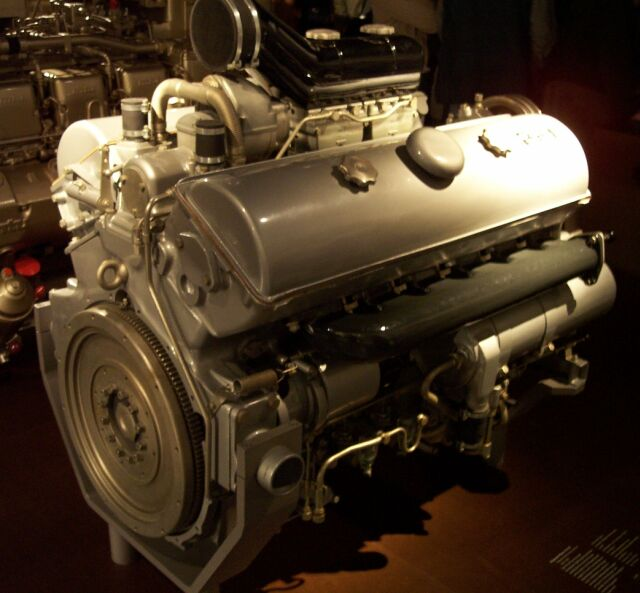
Maybach HL 120

## Historiska motorer[8]
| Motor       | Typ  | Slagvolym (liter) | Effekt (hk) | Varvtal (rpm) | Använd i                      |
| ----------- | ---- | ----------------- | ----------- | ------------- | ----------------------------- |
| Mb IV       | Rak6 |                   | 260         |               | Heinkel HE 1                  |
| NL38        | Rak6 | 3,791             | 100         | 3000          | Panzer I                      |
| HL42        | Rak6 | 4,198             | 100         | 3000          | SdKfz 250, SdKfz 251          |
| HL57        | Rak6 | 5,698             | 130         | 2600          | Panzer II A                   |
| HL62        | Rak6 | 6,191             | 140         | 2600          | Panzer II B-F                 |
| HL108       | V-12 | 10,838            | 250         | 3000          | Panzer III A-D, Panzer IV A   |
| HL120TR/TRM | V-12 | 11,867            | 300         | 3000          | Panzer III E-N, Panzer IV B-H |
| HL210 P45   | V-12 | 21.353            | 650         | 3000          | Tiger I                       |
| HL230 P30   | V-12 | 23,095            | 700         | 3000          | Tiger I, Tiger II, Panther    |
| HL230 P45   | V-12 | 23,095            | 700         | 3000          | Tiger I, Tiger II, Panther    |
| HL234       | V-12 | 23,095            | 800         | 3000          | E-100                         |

De olika bokstavskombinationerna i beteckningar står för:
- NL =
- HL = Hochleistungsmotor, högprestandamotor
- P = Panzermotor, stridsvagnsmotor

## Utställningar
- Gamla Maybachmodeller finns bl.a. på Zeppelin-museet i Friedrichshafen.
- En HL230 P30 med växellåda finns på Musée des Blindés i Saumur.
- En HL230 P30 finns på Pansarmuseet i Axvall. Motorn är från en Tiger II som Sverige köpte från Frankrike 1947.